# Gardenia jasminoides
El jazmín de la India o jazmín del Cabo (Gardenia jasminoides) es un árbol de hoja perenne perteneciente a la familia Rubiaceae. Tiene su origen en Asia y se encuentra en estado silvestre en Vietnam, el sur de China, Taiwán, Japón, Birmania y la India. 
Con sus brillantes hojas verdes y flores blancas muy fragantes de verano, que es ampliamente utilizada en los jardines en climas templados y subtropicales cálidos, y como planta de interior en las regiones templadas. Ha sido cultivada en China durante al menos mil años, y fue introducida en los jardines ingleses a mediados del siglo XVIII. Muchas variedades han sido criadas para la horticultura, con un bajo crecimiento, y las formas grandes y largas con flores.

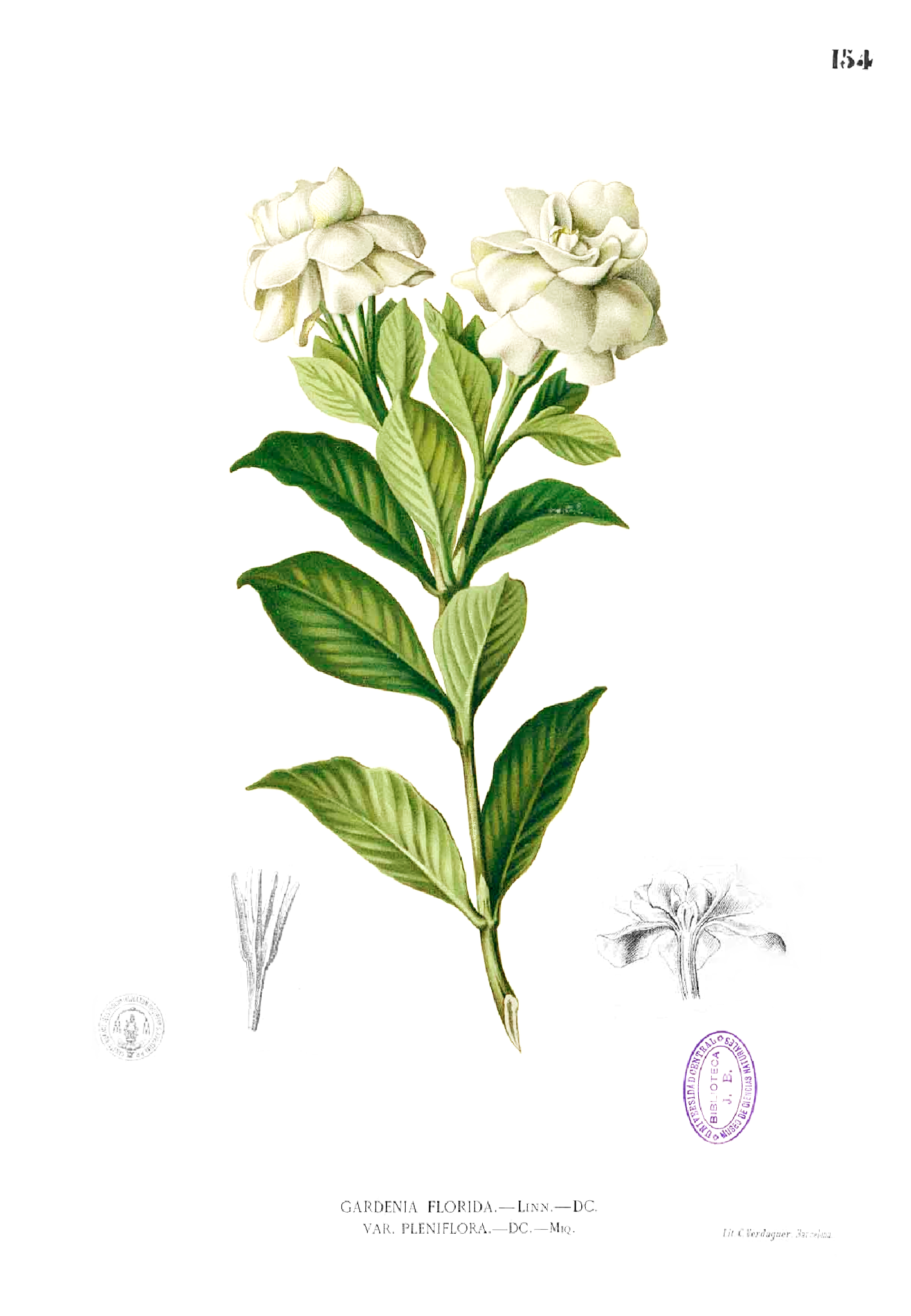
Ilustración botánica de 1880

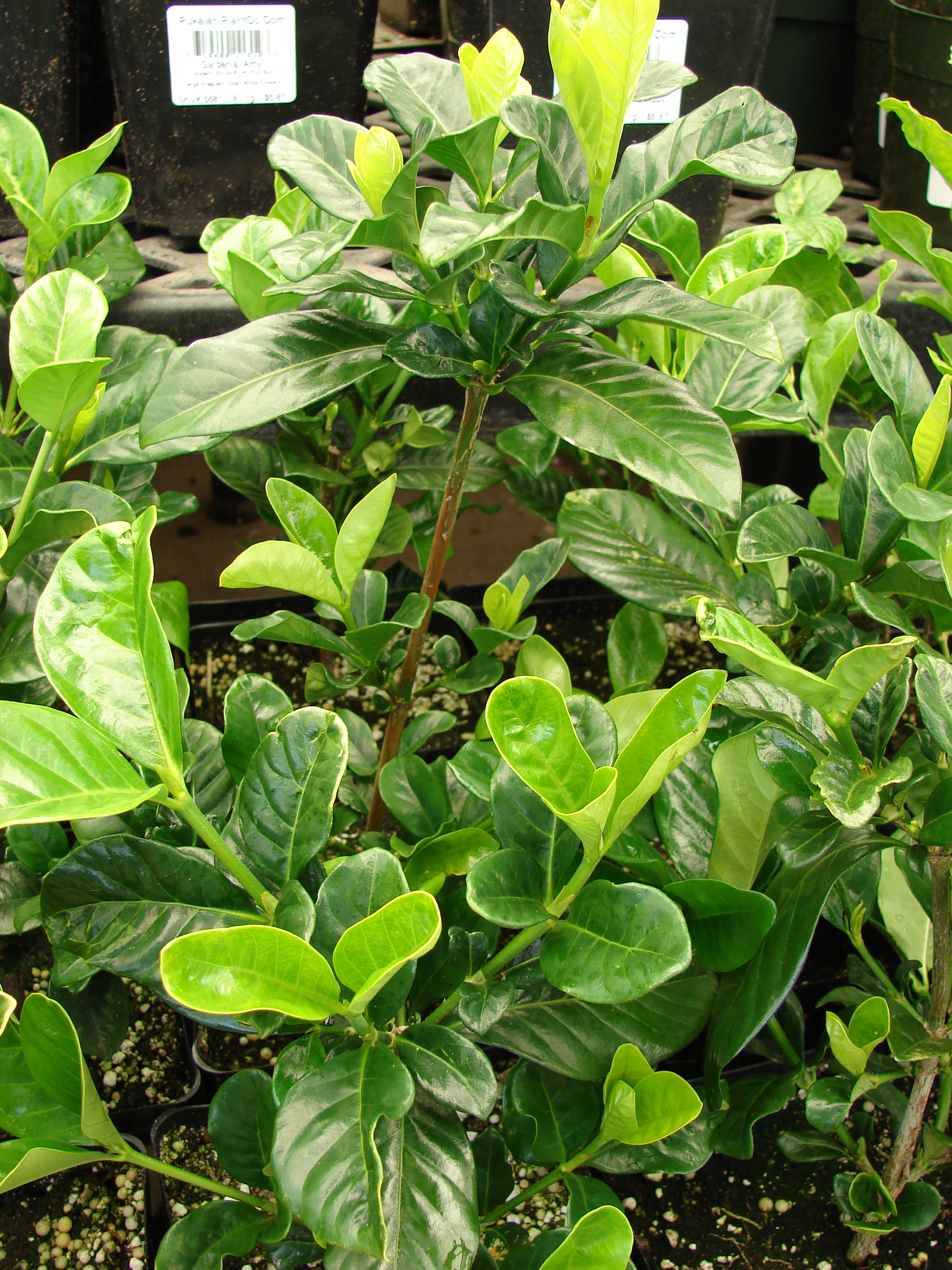
Vista de la planta de jazmín

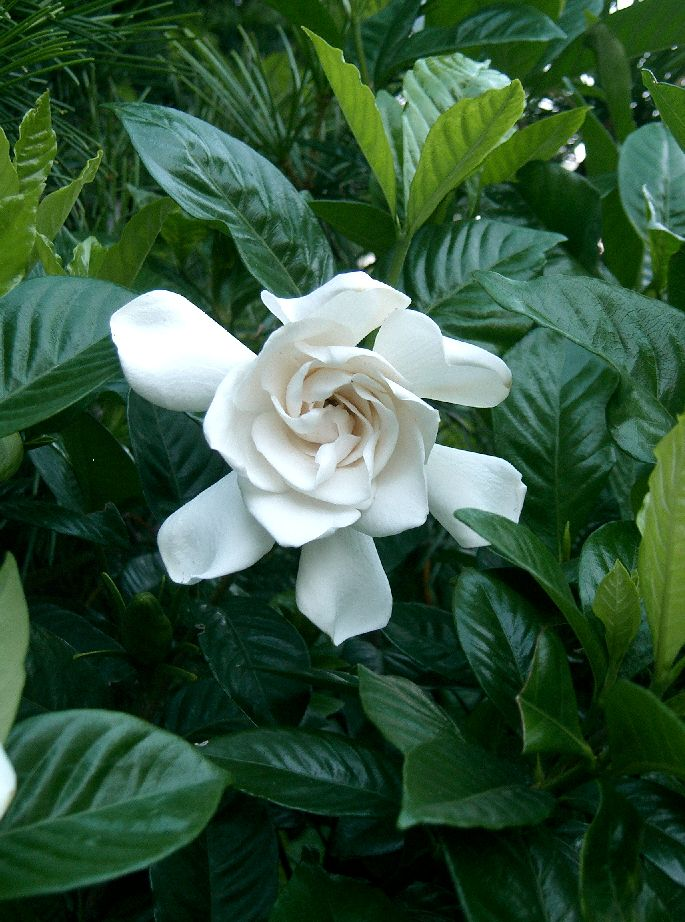
Jazmín con flor completamente abierta

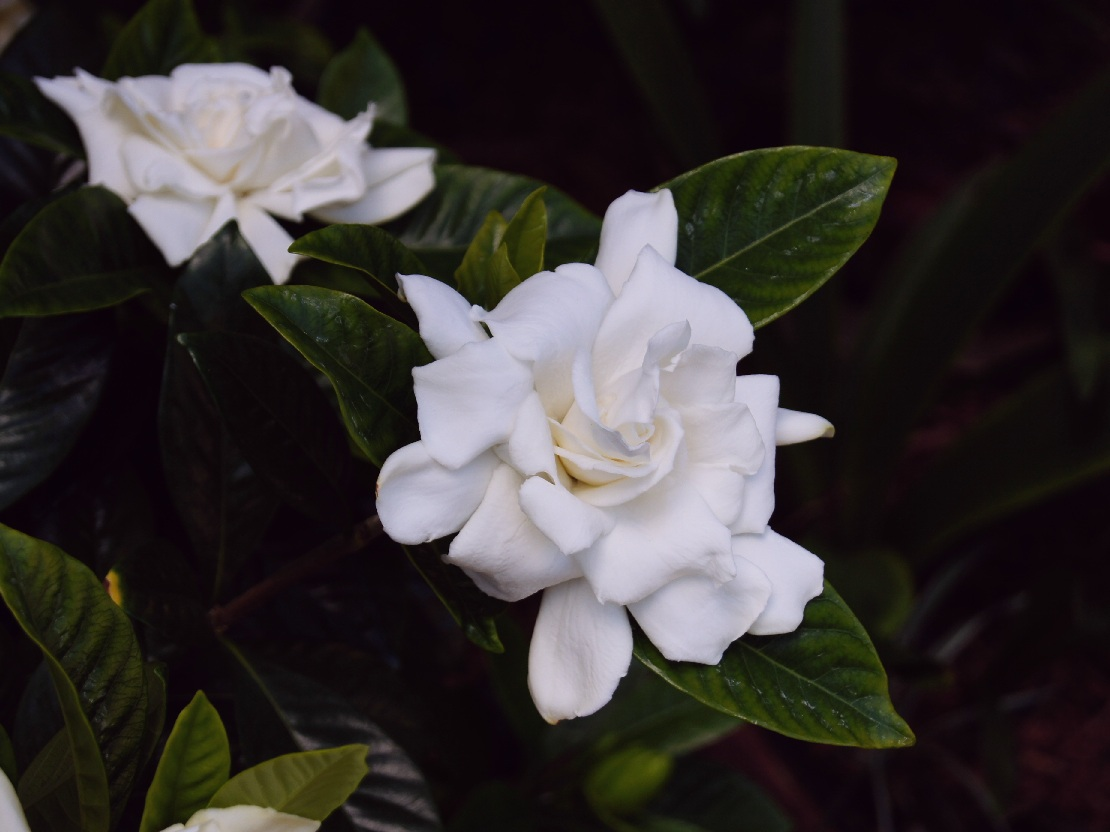
Jazmín magnifica doble flor

## Descripción
Gardenia jasminoides es un arbusto que alcanza un tamaño de hasta 2 (-8) m; con ramitas escabriúsculo-pubérulas. Hojas (2-) 5-11 × (1-) 2-5,5 cm, anchamente elípticas u obovado-elípticas, cartáceas a subcoriáceas al secarse, glabras en ambas superficies o pubérulas en la vena media, la base aguda y frecuentemente decurrente, el ápice cortamente acuminado con el acumen hasta 10 mm, los márgenes ligeramente revolutos; nervaduras secundarias 6-10 pares, broquidódromas a eucamptódromas, las axilas frecuentemente barbadas; pecíolos 2-4 mm, pubérulos, alados; estípulas 6-12 mm, unidas alrededor del tallo, abriéndose por un lado formando una estructura espatácea, glabras.
Flores solitarias, terminales; pedicelos 15-20 mm, pubérulos; hipanto 6-15 mm, obcónico, glabro, longitudinalmente 5-7-acostillado a 5-7-alado, las costillas extendiéndose a formar la vena media de los lobos calicinos; limbo calicino hírtulo en el exterior, el tubo 4-5 mm, los lobos 5-7, 15-30 mm, oblanceolados, induplicados, agudos; corola esparcidamente pubérula en el exterior, el tubo 20-50 mm, infundibuliforme, los lobos en las formas cultivadas arreglados en 2-10 ciclos de 6, 15-35 mm, obovado-oblongos, obtusos a redondeados; anteras 12-18 mm o frecuentemente malformadas o ausentes en las formas cultivadas; estigmas 8-10 mm, 4-lobados. Frutos no producidos en las formas cultivadas.

## Historia
Existe evidencia de que Gardenia jasminoides se encontraba en el cultivo en China desde la dinastía Song (960-1279 d. C.), donde las formas silvestres y de flor doble se han representado en las pinturas, como las de Song Huizong, y en el siglo X el artista Xu Xi. La dinastía Yuan (1271-1368) la presentó en laca, y la dinastía Ming de porcelana (1368-1644).
Las gardenias fueron vistas en los viveros de Cantón (China) en 1794 por el estadista inglés Sir John Barrow.

## Usos
La fruta se utiliza como colorante amarillo, para la ropa y la comida.
Los polinesios de las islas del Pacífico utilizan estas flores fragantes en sus collares de flores, que se llaman ei en las Islas Cook, hei en la Polinesia Francesa y lei en Hawái.
Los frutos de Gardenia jasminoides fructus se utilizan en la medicina tradicional china para "drenar fuego" y por lo tanto en el tratamiento de ciertas condiciones febriles.
En el estado de Veracruz se aplica como analgésico cuando se sufre de dolor de oídos. En Tlaxcala se usa contra la tos. En Puebla para el tratamiento de la tos ferina se acostumbra hervir las flores de la gardenia con las de tulipán (Hibiscus rosa-sinensis) y las de rosa blanca (Rosa gallica) junto con hojas de nogal (Juglans regia), tencho (Tillandsia imperialis), jitomate (sp. n/r) y un fruto del tomate de hoja (Physalis pubescens), toman el té como agua de tiempo.

## Taxonomía
Gardenia jasminoides fue descrita por John Ellis y publicado en Philosophical Transactions of the Royal Society of London 51(2): 935, pl. 23. 1761.
Etimología
Gardenia: nombre genérico que fue nombrado por Carl Linnaeus en honor de Alexander Garden (1730-1791), un naturalista escocés.
Jasminoides: epíteto latíno que significa "similar al jazmín"
Sinonimia
- Gardenia angusta (L.) Merr.
- Gardenia angustifolia Lodd.
- Gardenia augusta Merr.
- Gardenia florida L.
- Gardenia grandiflora Lour.
- Gardenia grandiflora Siebold ex Zucc.
- Gardenia longisepala (Masam.) Masam.
- Gardenia maruba Siebold ex Blume
- Gardenia pictorum Hassk.
- Gardenia radicans Thunb.
- Genipa florida (L.) Baill.
- Genipa grandiflora (Lour.) Baill.
- Genipa radicans (Thunb.) Baill.
- Jasminum capense Mill.
- Varneria augusta L.
- Warneria augusta L.[10]